# Holešice (Malé Březno)
Holešice (německy Holschitz) jsou zaniklá vesnice, která se nacházela asi sedm kilometrů východně od Jirkova. Bývaly zemědělskou vesnicí, ale v devatenáctém století se v okolí začala rozvíjet těžba hnědého uhlí. Starší hlubinné doly byly ve dvacátém století nahrazeny povrchovými lomy. V důsledku jejich rozšiřování byla vesnice v letech 1978–1979 zbořena a její katastrální území připojeno k obci Malé Březno.

## Název
Vesnice se původně jmenovala Holetice, ale jazykovým vývojem a vlivem německých tvarů se název změnil na Holešice. V historických pramenech se jméno vesnice objevuje ve tvarech: Holeticz (1352), Holeczicz (1384), Holetycz a Holessicz (1385), Holaticz 1358), Holeczicz (1363), „in Holoczicz“ (1376), „in Holessicz“ (1425), „obyvatel Holcžiczkych“ (1579), Holessicze (1585), Hollschitz, Holcžicze, Holeticz nebo Holecžicz (1787), Holtschitz, Holleschitz nebo Holčice (1846) a Holešice nebo Holtschitz (1854).

## Historie
První písemná zmínka o Holešicích pochází z roku 1352, ale archeologické nálezy dokládají osídlení již v raném středověku.
Vesnice v 15. a 16. století patřila k panství mosteckého hradu. Hrad roku 1585 získal Ladislav Popel z Lobkovic, ale v roce 1594 přišel po obvinění z velezrady o veškerý majetek. Následujícího roku císař Rudolf II. prodal hrad i s příslušenstvím městu Mostu. Most však Holešice prodal už roku 1604[zdroj⁠?!] Kašparovi staršímu Belvicovi z Nostic. Od zadluženého Jana Kristiána Belvice z Nostic Holešice roku 1621 koupil Julius Ladislav Kurzbach z Trachenbrunu. Ten je připojil ke svému zaječickému statku, a v jeho rodině vesnice zůstala až do osmdesátých let 17. století.
Po třicetileté válce v Holešicích podle berní ruly z roku 1654 žilo třináct sedláků a šestnáct chalupníků, ale deset selských a čtyři chalupnické usedlosti byly pusté nebo vyhořelé. Roku 1689 vesnici koupil Ferdinand Vilém z Lobkovic a učinil z ní součást panství Nové Sedlo – Jezeří, jehož součástí zůstala až do zrušení poddanství.
Farní škola zde byla patrně již od středověku, ovšem první zmínka o učiteli v Holešicích pochází až z roku 1713. Nová školní budova byla vystavěna v roce 1814. Ve školním roce 1893/1894 byla jednotřídní škola rozšířena na dvoutřídní.[zdroj⁠?!] Školní budova byla rozšířena roku 1885. V období první republiky zde v roce 1920 vznikla i česká dvoutřídní škola, ale vlastní budovu získala až o devět let později.
Ve vsi stál panský dvůr a ovčín a v jejím okolí se nacházely malé rybníky. Obyvatelstvo se zabývalo zemědělstvím, později prací v dolech. V katastrálním území obce se uhlí těžilo od roku 1878 v šachtě Robert a v letech 1891–1893 přibyl ještě důl Robert II. Oba doly se nacházely v místech pozdějšího povrchového lomu Hrabák. Obec byla likvidována z důvodu postupu těžby v letech 1978–1979.

## Přírodní poměry
Holešice stály ve stejnojmenném katastrálním území s rozlohou 6,04 km², asi sedm kilometrů východně od Jirkova a stejně daleko na západ od Mostu v nadmořské výšce okolo 260 metrů. Celé území je součástí Mostecké pánve, konkrétně jejího okrsku Jirkovská pánev, tvořeného miocenními jezerními jíly a písky mosteckého souvrství se slojemi hnědého uhlí. Povrch byl v okolí vesnice zcela změněn povrchovou těžbou uhlí. V rámci Quittovy klasifikace podnebí Holešice stály v teplé oblasti T2, pro kterou jsou typické průměrné teploty −2 až −3 °C v lednu a 18–19 °C v červenci. Roční úhrn srážek dosahuje 550–700 milimetrů, počet letních dnů je 50–60, počet mrazových dnů se pohybuje mezi 100–110 a sněhová pokrývka zde leží průměrně 40–50 dnů v roce.

## Obyvatelstvo
Při sčítání lidu v roce 1921 zde žilo 998 obyvatel (z toho 501 mužů), z nichž bylo 289 Čechoslováků, 674 Němců a 35 cizinců. Většinou byli římskými katolíky, ale žilo zde také dvacet evangelíků, čtyři židé, dvanáct příslušníků dalších neuvedených církví a 141 lidí bez vyznání. Podle sčítání lidu z roku 1930 měla vesnice 1104 obyvatel: 342 Čechoslováků, 739 Němců, jednoho příslušníka jiné národnosti a 22 cizinců. Kromě římskokatolické většiny zde bylo 208 lidí bez vyznání, třicet evangelíků, jeden člen církve československé, dva židé a dva příslušníci jiné neuvedené církve.
|           | 1869 | 1880 | 1890 | 1900 | 1910 | 1921 | 1930  | 1950 | 1961 | 1970 |
| --------- | ---- | ---- | ---- | ---- | ---- | ---- | ----- | ---- | ---- | ---- |
| Obyvatelé | 281  | 405  | 515  | 693  | 940  | 998  | 1 104 | 780  | 709  | 605  |
| Domy      | 50   | 58   | 59   | 91   | 105  | 109  | 144   | 167  | 138  | 138  |

| Rok            | 1971 | 1972 | 1973 | 1974 | 1975 | 1976 | 1977 | 1978 | 1979 | 1980 |
| -------------- | ---- | ---- | ---- | ---- | ---- | ---- | ---- | ---- | ---- | ---- |
| Počet obyvatel | 605  | 610  | 602  | 578  | 545  | 534  | 529  | 506  | 34   | 0    |

## Obecní správa
Po zrušení patrimoniální správy se Holešice roku 1850 staly obcí, ale při sčítání lidu v roce 1869 už byly osadou obce Strupčice. Od roku 1873 byly opět obcí v okrese Chomutov, ale od 1. července 1960 byly převedeny do okresu Most. Dne 1. ledna 1980 Holešice úředně zanikly a jejich katastrální území bylo připojeno k obci Malé Březno.

## Pamětihodnosti
- Farní kostel svatého Mikuláše, původně raně gotický a opevněný kostel, jeho věž byla posléze pozdně goticky upravena. V roce 1616 jej zničil požár a oprava proběhla v roce 1678. Fresky z interiéru kostela byly zachráněny a jsou uloženy v Oblastním muzeu v Mostě.
- kamenný most ze 16. století se sochami svatého Felixe a svatého Jana Nepomuckého z první poloviny 18. století
- barokní fara z let 1735–1737
- dům čp. 22 se špýcharem z 16. století
- socha svatého Vavřince z 18. století

Všechny jmenované sochy byly před likvidací přemístěny do Mariánských Radčic.